# Dama
Dama is een geslacht van zoogdieren uit de familie van de hertachtigen (Cervidae). De wetenschappelijke naam van het geslacht werd in 1775 gepubliceerd door Just Leopold Frisch.

## Soorten
Er worden 2 soorten in dit geslacht geplaatst:
- Dama dama (Linnaeus, 1758) – Damhert
- Dama mesopotamica (Brooke, 1875) – Mesopotamisch damhert